# 衡东县第一中学
衡东县第一中学，简称“衡东一中”，为湖南省省级重点中学。

## 历史沿革
衡东一中前身为国立师范学院附属中学和湖南省立第十二中学，校址先后在湖南蓝田(今涟源市)、南岳大庙东廊、衡山两路口，1973年定址衡东县城关镇。
国师附中适逢中国人民抗日战争。1944年8月，日军逼近安化。战乱当中，学校跟随国立师范学院辗转从安化蓝田迁移至溆浦。抗战结束后的1946年8月，学校奉令迁往衡山县南岳大庙东廊。1949年11月，衡阳解放。1950年2月，省临时政府要求国立师院前往长沙与湖南大学合办，但湖南大学没有设立附中的规划，不愿接收国师附中；省教育厅遂要求国师附中与省立十二中合办，以省立十二中在衡山两路口的校址为永久校址。
省立衡山中学于1952年全国中学名称调整中更名为衡山第二中学。
1960年，衡山县析置南岳镇等地为南岳县，位于南岳的衡山第一中学（即今岳云中学）划出，衡山二中更名为衡山第一中学。
1966年，衡山县析置湘江东岸诸乡镇为衡东县，为促进新县发展，衡山县全部党政机关、事业单位转为衡东县党政机关、事业单位，衡山第一中学更名为衡东县第一中学至今。
1978年被首批定为市属重点中学，1998年挂牌为省级重点中学，2004年更名为省示范性普通高中。学校校园占地面积300亩，现有教职员工253人，48个教学班，在校学生近3000人。
学校座落于衡东县城向阳路，现占地面积310亩，建筑面积6万平方米。邮编421400。
1940年4月创立于湖南安化县蓝田镇，1950年2月与湖南省立第十二中学合并于衡山县两路口校址办为湖南省立衡山中学。

## 校训
- 校训：砺志、勤学、求实、奋进。

## 著名校友
- 刘正:前中共湖南省省委副书记、省政府省长、省政协主席；
- 刘新垣:生物化学家，中国科学院院士；
- 沈志云:西南交通大学教授,中国科学院、工程院院士；
- 赵淳生:南京航空航天大学教授，中国科学院院士；
- 王志:中央电视台著名节目主持人；
- 谭彦：2001年湖南省高考文科第一名。